# 662 BPM BY DG
『662 BPM BY DG』（ろくろくに・ビーピーエム・バイ・ディージー）は、日本の音楽ユニットである電気グルーヴの1枚目のオリジナル・アルバム。
1990年6月28日にインディーズ・レーベルであるSSE COMMUNICATIONSからリリースされた。作詞は石野卓球およびピエール瀧、作曲は石野および電気グルーヴ名義となっている。
当時インディーズで活動していた電気グルーヴにソニー・ミュージックレコーズからメジャー・デビューのオファーがあった際に、中心人物であった石野卓球による「どうしてもインディーズでアルバムを出しておきたい」という思いから本作は制作された。後に至るまで演奏されている「電気ビリビリ」「WE ARE」「N.O.」の原曲を収録。7曲目から11曲目は1分ずつの無音トラックとなっている。
リリース元のレーベルであるSSEの前身はトランス・レコードであり、前身の人生時代にナゴムレコードとキャプテン・レコードからリリースしていた同グループは、当時「インディーズ三大レーベル」と言われていた全てのレーベルからリリースしたことになった。

## 背景
1988年、ナゴムレコード所属のテクノポップバンド・人生（ZIN-SÄY!）で活動していた石野卓球は、同レーベル所属の筋肉少女帯がメジャーデビューしたこと、あるいはTBS系深夜番組『平成名物TV』（1989年 - 1991年）での1コーナー「三宅裕司のいかすバンド天国」から多数のバンドが輩出されていることに焦りを感じていたが、結果として同番組には出演しなかった。同時期にYelloやM/A/R/R/S、ボム・ザ・ベースなどを聴き衝撃を受けた石野は、人生としての活動に疑念を持ち始めていた。自身の音楽に対する嗜好と人生の活動が乖離している状態であったため、一度は人生とは別のバンドを結成することも検討したが、人生のライブにはパンクスの観客が来るなど誤解されていた面があったこと、プライベートでは石野が彼女と別れたこと、プロになることを優先しすぎたあまりバンドメンバー同士が倦怠期に陥っていたこと、メンバーのおばば（EX分度器）が脱退の意向を示したことなどを理由に人生の解散を決定した。
人生の解散後に一時は音楽を辞める事も想定した石野であったが、メジャー・デビューを目指すのではなく、自身が納得できる音楽を制作すること、マイペースで活動することを念頭に1989年4月27日に初台のデニーズにおいて電気グルーヴを結成する。その当時に石野はYello、ポップ・ウィル・イート・イットセルフ、ジーザス・ジョーンズなどを愛聴していたが、パブリック・エナミーを聴いた影響で電気グルーヴではラップを全面的に採り入れることを検討することとなった。一方で人生解散後、音楽の道から外れビデオ制作会社に就職していたピエール瀧は、当初は電気グルーヴには参加しない意向であったが、石野からの勧誘によりグループへの参加を承諾する。新しいバンドが結成されても自身の居場所はないと思い、それでもかまわないと考えていた瀧であったが石野からの勧誘を受けて「そういうならやろうか」という程度の感覚でバンド加入を了承したと述べている。その他に人生から若王子耳夫、それ以外で高橋嵐をメンバーに加え正式にグループの結成となった。
1989年8月20日に大阪ファンダンゴで初ライブを行ったものの、加減が分からない上に歌詞もうろ覚えであったため1曲目の「ウィアー」から叫びまくり前半だけで体力を使い切る展開となった。その後デモテープ制作などを行っていた電気グルーヴであったが、1990年1月16日の新宿ロフト公演後にCBS・ソニーの人物からメジャー・デビューの話を持ち掛けられ、当時年収が100万円程度であった石野や瀧はデビューそのものよりも当日の食事代が浮くことを喜び、また帰りのお土産として寿司の折詰まで与えられることになった。当時エピックソニーやヴァージン・ジャパンからの勧誘もあったものの、寿司を与えられたことが切っ掛けとなりCBS・ソニーと契約交渉を行うことになった。契約が決定しメジャー・デビューが確定した状態となった電気グルーヴであったが、インディーズレーベルにおいて1枚レコードをリリースしたいという石野の意向から半ば強引な形で本作を制作することとなった。2月11日の原宿クロコダイル公演において、対バンとしてアメリカ合衆国のロックバンドであるディーヴォのコピーバンドである「ディーポ」として後にメンバーとなる砂原良徳が参加、石野および瀧と初顔合わせとなった。

## 録音、音楽性

### 制作
電気グルーヴとしての楽曲制作に取り掛かった石野は、かなり早いペースで「WE ARE」「電気ビリビリ」「無能の人」「ブス女」などの曲を完成させた。中でも「電気ビリビリ」は1時間ほどで制作されたという。自宅アパートで打ち込みと作詞を同時に行い、曲の完成と共に瀧に連絡しスタジオに呼び出して歌唱パートを指導していた。また、ラップを導入するために最初に制作されたのが「WE ARE」である。レコーディングでは打ち込みが主体となっていたことに関し、「後期の人生で忘れてた感覚がよみがえった」と期待感が高かったと瀧は述べている。

### 歌詞とテーマ
当初制作された楽曲群の中にスラッシュメタルをテクノで構成した「JB・ザ・スラッシャー」という曲があったが最終的に没になった。しかし、この着想から電気グルーヴのコンセプトは「スラッシュ・テクノ」となり、当時は90年代のパンク、デジタルハードコアを志向していた。また、当初は人生の延長線上にある音楽性であったが、ナパーム・デスなどのグループからの影響やハウス、ヒップホップを導入し、「打ち込みでも力強い音でありたい」と志向したことが人生との最大の違いであると石野は述べている。
収録曲の内、後に3枚目のシングルとしてリリースされた「N.O.」（1994年）の原曲「無能の人（LESS THAN ZERO）」は、人生時代の自身のことを歌詞にしたという。これは自身にとって初めて心情を歌った曲であり、石野自身にも特別な曲であるとして「好きな曲ですね」と述べている。また、歌詞に関してはコミカルなものはやめ、物語のような歌詞や「短くてズバリと言えるような歌詞」を書いていきたいとも当時述べていた。
タイトルに関して、「662BPM」とは収録されている楽曲のそれぞれのBPMを単純に総て足した数値から来ていると一般的には言われている。ただし、ライナーノーツに記載の各曲のBPMを足し合わせると合計622BPMとなり、BPMの記載がない6曲目の「LEE」が40BPMでなければならない。また、BPMが記載されている図表では、12曲目の120BPMを後から足してTOTAL662+120との記載になっている。このことについて石野卓球は「全部の曲を足したBPMをタイトルにしたんだけど、計算を間違っていた」と述べている。

### サンプリング
無許可で多数のテレビ番組や有名人の音声をサンプリングして使用、さらに放送禁止用語、差別的な表現を含む歌詞を多用している。後に契約することとなるソニーの歌詞検閲では、当時の歌詞はほとんどNGとなったため改詞してリリースしている（しかし、ライヴにおいては原曲の歌詞、もしくは原曲とも異なる歌詞で歌唱していた）。映画『その男、凶暴につき』（1989年）の1シーンからサンプリングされた「キチガイ」という言葉を全編に渡って連呼する「D・E・P」は楽曲そのものがお蔵入りになっている。
- 改詞の一例：
  - 「とっとと帰って糞でも食べて　犬の死体でオナニーしろよ」→「とっとと帰ってメシでも食べて　ママの下着でフィーバーしろよ」（電気ビリビリ）
  - 「邪魔な奴らは跳ね飛ばせ　特にババアやジジイは高得点」→「邪魔な奴らはブッ飛ばせ　特に砂かけババアは高得点」（電気ビリビリ）
  - 「強制フェラチオ　泉重千代 ギネスブックで長寿世界一」→「ネオンにおやじ　野獣におやじ　三つ子の魂百までおやじ」（ウィアー/WE ARE 　2コーラス目以降は全て書き直されている）

## 構成
以下の映画、有名人、テレビ番組などからサンプリングされていることがCD付属の歌詞カードに記載されている。
| - ロボコップ - フランク・チキンズ - トッド・テリー+Royal House - YMO - ナパーム・デス - PIL - あしたのジョー - スリップノット - パブリック・エナミー - ポップ・ウィル・イート・イットセルフ - DAF - サイキックTV - バナナラマ - ピンクレディー - 人生（ZIN-SÄY!） - プリンス - クラフトワーク | - ミニストリー - ワイヤー - トラジックエラー - デペッシュ・モード - ジェームス・ブラウン - フロント242 - D.R.I. - ブルース・リー - アル・ヤンコビック - マイケル・ジャクソン - 筋肉少女帯 - 横山やすし - ニュー・オーダー - その男、凶暴につき - スイサイダル・テンデンシーズ - ジョーズ | - 寺尾聰 - 喜納昌吉 - デ・ラ・ソウル - コルグMS-20（手弾きしたフレーズをサンプリングしている。） - マクドナルドのサウンドロゴ - アタック - Barmy Army - Success - 郷ひろみ - G.B.H. - 間寛平 - 808ステイト - すかんち - おはよう!ナイスデイ - ボイド・ライス - アインシュテュルツェンデ・ノイバウテン |

## 楽曲
1. 「電気ビリビリ」 - DENKI BIRI BIRI
次作『FLASH PAPA』（1991年）において一部歌詞を変更した上に再レコーディングされたバージョンが収録されている。
2. 「あしたのジョー」 - JOE
フジテレビ系テレビアニメ『あしたのジョー』（1970年 - 1971年）をサンプリングしているほか、クラフトワークやCMなど多数に亘りサンプリングされている。
3. 「ブス女≪B・A・S・S≫」
後に篠原ともえが歌詞を一部改めて「アルファベットでB・A・S・S」としてカバーしており、石野卓球+篠原ともえ名義のシングル「チャイム」（1995年）のカップリング曲として収録された。
4. 「ウィアー」 - WE'RE
次作『FLASH PAPA』において一部歌詞を変更した上に再レコーディングされたバージョンが収録されている。
5. 「無能の人」 - LESS THAN ZERO
後にリメイクされ3枚目のシングル「N.O.」（1994年）としてリリースされた。また、映画『DENKI GROOVE THE MOVIE? 石野卓球とピエール瀧』のサウンドトラックである『DENKI GROOVE THE MOVIE? -THE MUSIC SELECTION-』（2015年）に収録された「N.O. 2016」は本作のバージョンに近いイントロになっている。
6. 「LEE」
映画『ドラゴンへの道』（1972年）に出演していた中国の俳優であるブルース・リーの音声をサンプリングしただけのものが入っている。また、石野の1枚目のソロ・アルバム『DOVE LOVES DUB』（1995年）の一曲目でも同映画からサンプリングされている。
7. 「（無音トラック）」
8. 「（無音トラック）」
9. 「（無音トラック）」
10. 「（無音トラック）」
11. 「（無音トラック）」
12. 「D・E・P」
電気グルーヴの中では最長の楽曲であり、映画『その男、凶暴につき』（1989年）の登場人物による台詞を淡々とループしている内容になっている。

## リリース、アートワーク、批評
| 専門評論家によるレビュー | 専門評論家によるレビュー |
| レビュー・スコア         | レビュー・スコア         |
| 出典                     | 評価                     |
| ------------------------ | ------------------------ |
| CDジャーナル             | 肯定的                   |
| TOWER RECORDS ONLINE     | 肯定的                   |

本作は1990年6月28日にインディーズレーベルであるSSE COMMUNICATIONSからCDにてリリースされた。オリジナル盤はCDに付属している帯が黄色となっており、1993年リリースされた復刻版は帯が緑色となっている。本作で使用されている電気グルーヴのロゴマークは別の団体のものと類似していた事が発覚し、以後使用されなくなったと瀧は述べている。また、インナーの写真で瀧が着用している読売ジャイアンツのエンブレムは、子供用自転車のカゴの前面に付いていたものを外して使用しており、パブリック・エナミーのフレイヴァー・フラヴのパロディの意図であったと瀧は述べている。また、高橋が着用している帽子は横浜銀蝿の嵐ヨシユキのものと同一である。
批評家たちからの本作や電気グルーヴの活動に対する評価は肯定的なものとなっており、音楽情報サイト『CDジャーナル』では、元々筋肉少女帯に次ぐナゴムレコード出身のスターになることを嘱望されていたZin-Say!（人生）が「いつのまにかヒップホップ小僧になって、名前も電気グルーヴになっている」と指摘した上で「ガキんちょみたいな危険な芸風は変わらず」と肯定的に評価、音楽情報サイト『TOWER RECORDS ONLINE』において音楽ライターの石田靖博は、人生での活動と比較した上で「ハウスやヒップホップのレコードを買い倒し&聴き倒していた卓球の最先端志向と、人生から続く超ドメスティックなギャグセンスが合体。ヴォーカル・スタイルもナンセンスの極北のようなリリックのラップ調に変化し、サンプリングを多用したテクノ・サウンド」と表現し、「歌詞やサンプリングの縛りがないぶん、この時期の彼らはもっとも毒々しい個性を出していたとも言える」と同グループの特性に関して肯定的な評価を下している。

## 収録曲
- CD付属の歌詞カードに記載されたクレジットを参照[13]。

| #         | タイトル                           | 作詞                 | 作曲         | 編曲         | 時間  |
| --------- | ---------------------------------- | -------------------- | ------------ | ------------ | ----- |
| 1.        | 「電気ビリビリ」(DENKI BIRI BIRI)  | 石野卓球             | 石野卓球     | 石野卓球     | 5:34  |
| 2.        | 「あしたのジョー」(JOE)            | 石野卓球             | 石野卓球     | 石野卓球     | 3:17  |
| 3.        | 「ブス女≪B・A・S・S≫」(B・A・S・S) | 石野卓球             | 石野卓球     | 石野卓球     | 3:45  |
| 4.        | 「ウィアー」(WE'RE)                | 石野卓球、ピエール瀧 | 電気グルーヴ | 電気グルーヴ | 3:14  |
| 5.        | 「無能の人」(LESS THAN ZERO)       | 石野卓球             | 石野卓球     | 石野卓球     | 3:24  |
| 6.        | 「LEE」                            |                      |              |              | 0:05  |
| 7.        | 「（無音トラック）」               |                      |              |              | 1:00  |
| 8.        | 「（無音トラック）」               |                      |              |              | 1:00  |
| 9.        | 「（無音トラック）」               |                      |              |              | 1:00  |
| 10.       | 「（無音トラック）」               |                      |              |              | 1:00  |
| 11.       | 「（無音トラック）」               |                      |              |              | 1:00  |
| 12.       | 「D・E・P」                        |                      | 電気グルーヴ | 電気グルーヴ | 11:15 |
| 合計時間: | 合計時間:                          | 合計時間:            | 合計時間:    | 合計時間:    | 35:34 |

## スタッフ・クレジット
- CD付属の歌詞カードに記載されたクレジットを参照[13]。

### 電気グルーヴ
- 石野卓球 – MC、サンプラー
- ピエール瀧 – MC、サンプラー、瀧
- 若王子耳夫 – ストリングス、ギター
- 高橋嵐 – システム

### 録音スタッフ
- 石野卓球 – エキップメント、プログラム、プロデューサー
- 川本浩司 – レコーディング・エンジニア、ミックス・エンジニア
- いちのへ宏彰 – アシスタント・エンジニア
- 電気グルーヴ – ミックス・エンジニア

### 美術スタッフ
- 西田裕里 – カバー・ドローイング
- 稲垣潔 – DGロゴデザイン
- 小松陽祐 – 写真撮影
- 北村昌士 – アート・ディレクション、エグゼクティブ・プロデューサー

## リリース日一覧
| No. | リリース日    | レーベル | 規格 | カタログ番号 | 最高順位 | 備考             | 出典          |
| --- | ------------- | -------- | ---- | ------------ | -------- | ---------------- | ------------- |
| 1   | 1990年6月28日 | SSE      | CD   | SSE 4001     | -        | 帯が黄色         | [ 14 ] [ 15 ] |
| 2   | 1993年        | SSE      | CD   | SSE 4001     | -        | 復刻版、帯が緑色 |               |